# 宮里藍
宮里藍（日语：／ Miyazato Ai，1985年6月19日—），出身於沖繩縣，職業女子高爾夫球選手，她並未在LPGA主要大賽中奪得冠軍，但她在2010年間曾經三度登上世界排名第一共12週，是第四位於日本登上此排名的職業選手。